# 西冬彦
西 冬彦（にし ふゆひこ、1965年12月27日 - ）は、日本の映画監督・映画プロデューサー・俳優。鹿児島県生まれ。

## 来歴・人物
早稲田大学法学部卒業。
1998年、映画配給会社ギャガ・コミュニケーションズ（現ギャガ）に入社し『少林サッカー』、『マッハ!!!!!!!!』、『私の頭の中の消しゴム』などの買付け業務にあたる。
2005年、独立。
主にアクション映画の制作を手がけ、自ら俳優として出演することも多い。2009年公開の『ハイキック・ガール!』で初めて監督を務める。
『少林サッカー』のチャウ・シンチーや、『マッハ!!!!!!!!』のトニー・ジャーなどと仲が良い。

## 監督作品
- 『ハイキック・ガール!』（英題: HIGH KICK GIRL!、2009年5月30日）初監督作、脚本
- 『TOURNAMENT』（2012年2月25日）脚本
- 『GREAT JOURNEY OF KARATE』（東映、2016年）
- 『Kuro-obi Dream』（東映、2016年）
- 『GREAT JOURNEY OF KARATE2』（東映、2017年）
- 『大いなる遺産～空手の流儀～GREAT LEGACY OF KARATE』（東映、2017年）
- 『GREAT JOURNEY OF KARATE3』（東映、2018年）
- 『GREAT JOURNEY OF KARATE4』（東映、2019年）
- 『大いなる遺産 3 ～武術の旅人』（東映、2019年）

### プロデュース、アクション監督作品
- 『WILD NIGHTS』（2000年）制作、武術監督
- 『黒帯』（2005年）制作、武術監督
- 『黒帯 KURO-OBI』（2007年）武術監督
- 『少林少女』（2008年）プロデューサー
- 『KG カラテガール』（英題: Karate Girl、2011年2月5日）アクション監督、脚本
- 『サルベージ・マイス』（2011年10月22日）プロデューサー、アクション監督
- 『琉球バトルロワイアル』（2013年）アクション監督
- 『ハイキック・エンジェルス』（2014年）プロデューサー、脚本

## 出演

### 映画
- WILD NIGHTS（2000年）主演 - 赤城健 役
- レイズライン（2001年）
- 黒帯（2005年）主演 - 赤城健 役
- 拳 アルティメット・ファイター（2005年） - SAIGO 役
- 黒帯 KURO-OBI（2007年） - 東郷孝臣 役
- ハイキック・ガール!（2009年） - 赤城健 役
- 仮面ライダーW FOREVER AtoZ/運命のガイアメモリ（2010年） - 赤城教授 役（友情出演）

### テレビドラマ
- SP 警視庁警備部警護課第四係（2007年、フジテレビ） - 赤城 役
- 仮面ライダーW（2009年、テレビ朝日） - 赤城教授 役